# Мерсед (Калифорнија)
Мерсед (енгл. Merced) град је у америчкој савезној држави Калифорнија. По попису становништва из 2010. у њему је живело 78.958 становника.

## Демографија
Према попису становништва из 2010. у граду је живело 78.958 становника, што је 15.065 (23,6%) становника више него 2000. године.
| Група             | 2000.          | 2010.          |
| Белци             | 24.121 (37,8%) | 23.702 (30,0%) |
| Афроамериканци    | 4.044 (6,3%)   | 4.958 (6,3%)   |
| Азијати           | 7.267 (11,4%)  | 9.342 (11,8%)  |
| Хиспаноамериканци | 26.425 (41,4%) | 39.140 (49,6%) |
| Укупно            | 63.893         | 78.958         |